# S/2003 J 18
S/2003 J 18 је ретроградни неправилни Јупитеров природни сателит. Открио га је тим астронома на челу са Бретом Гладманом (енгл. Brett Gladman) 2003. године. Припада Ананкиној групи Јупитерових природних сателита. Његов пречник износи око 2 km.